# إنت فين والحب فين (مسرحية)
إنت فين والحب فين مسرحية رومانسية عراقية عرضت عام 2001، في بغداد

## قصة المسرحية
تدور القصة حول حكاية حب العاشقين قيس وليلى حيث جسدت الفنانة سلمى سالم شخصية ليلى التي أحبت قيس ابن عمها .

## الممثلون
- إياد راضي
- سلمى سالم[2]
- علي قاسم الملاك [3]
- ميس كمر [4]
- نجم الربيعي[5]
- جواد المدهش[6]